# Таврійська сільська рада (Веселівський район)
| Таврійська сільська рада — колишній орган місцевого самоврядування у Веселівському районі Запорізької області з адміністративним центром у с-ще Таврія . Сільській раді були підпорядковані населені пункти: - с-ще Таврія - с. Веселе |

## Склад ради
Рада складається з 16 депутатів та голови.

## Керівний склад сільської ради
| ПІБ                        | Основні відомості                                                                                     | Дата обрання | Дата звільнення |
| -------------------------- | --- | ------------ | --------------- |
| Харенко Валерій Михайлович | Сільський голова, 1969 року народження, освіта, член Соціал-демократичної партії України (об'єднаної) | 26.03.2006   | 31.10.2010      |
| Лисоконь Юрій Вікторович   | Сільський голова, 1961 року народження, освіта вища, член Партії регіонів                             | 31.10.2010   | 25.10.2020      |

Примітка: таблиця складена за даними джерела